# Caeciliidae
Caeciliidae là một họ động vật lưỡng cư trong bộ Gymnophiona. Họ này có 42 loài.

## Phân loại học
Họ Caeciliidae gồm các chi loài sau:

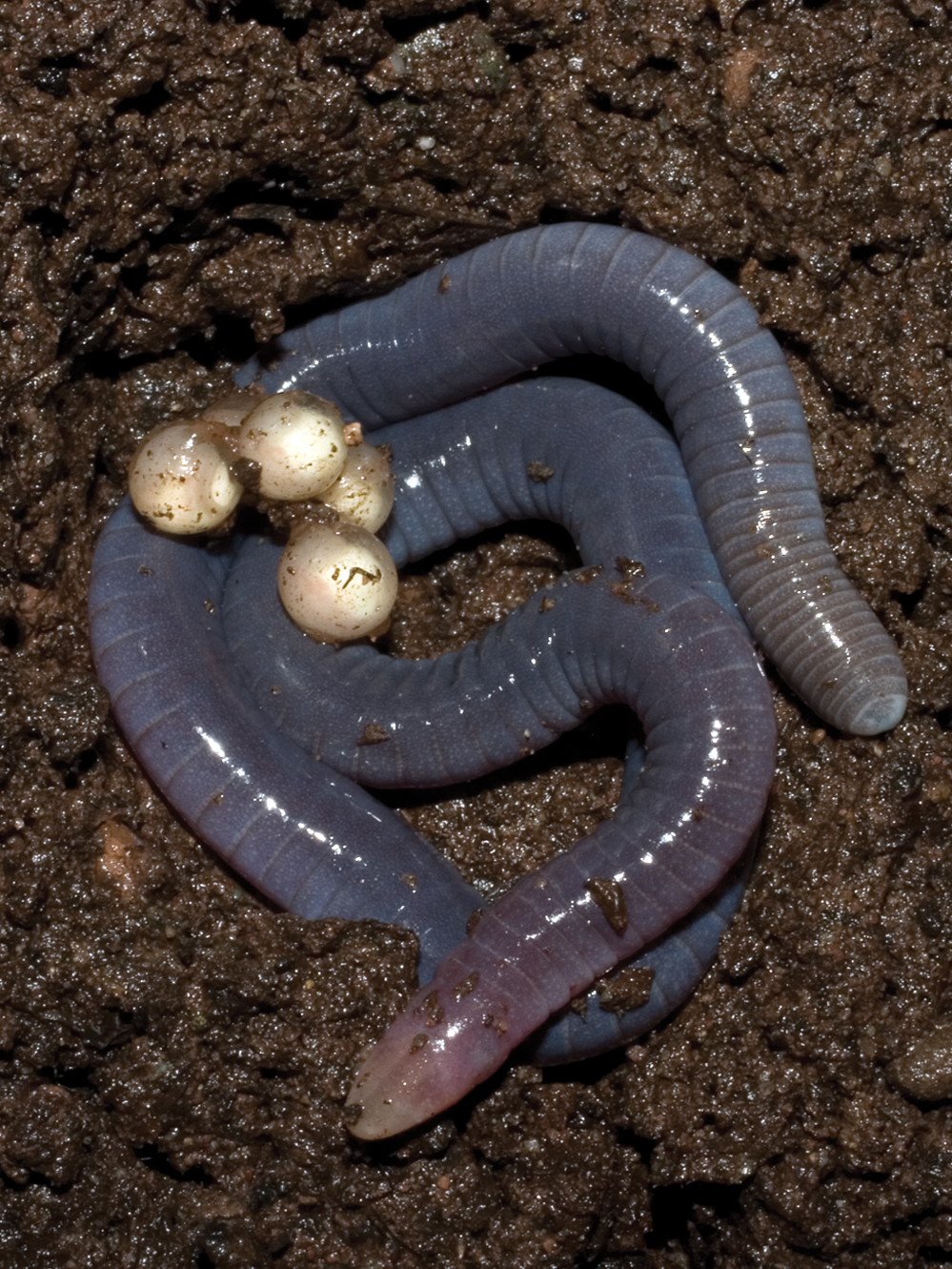
Presumed Microcaecilia dermatophaga mother with eggs

- Chi Boulengerula
  - Boulengerula boulengeri
  - Boulengerula changamwensis
  - Boulengerula denhardti
  - Boulengerula fischeri
  - Boulengerula niedeni
  - Boulengerula taitana
  - Boulengerula uluguruensis
- Chi Brasilotyphlus
  - Brasilotyphlus braziliensis
  - Brasilotyphlus guarantanus
- Chi Caecilia
  - Caecilia abitaguae
  - Caecilia albiventris
  - Caecilia antioquiaensis
  - Caecilia armata
  - Caecilia attenuata
  - Caecilia bokermanni
  - Caecilia caribea
  - Caecilia corpulenta
  - Caecilia crassisquama
  - Caecilia degenerata
  - Caecilia disossea
  - Caecilia dunni
  - Caecilia flavopunctata
  - Caecilia gracilis
  - Caecilia guntheri
  - Caecilia inca
  - Caecilia isthmica
  - Caecilia leucocephala
  - Caecilia marcusi
  - Caecilia mertensi
  - Caecilia nigricans
  - Caecilia occidentalis
  - Caecilia orientalis
  - Caecilia pachynema
  - Caecilia perdita
  - Caecilia pressula
  - Caecilia subdermalis
  - Caecilia subnigricans
  - Caecilia subterminalis
  - Caecilia tentaculata
  - Caecilia tenuissima
  - Caecilia thompsoni
  - Caecilia volcani
- Chi Caecilita
  - Caecilita iwokramae
- Chi Dermophis
  - Dermophis costaricensis
  - Dermophis glandulosus
  - Dermophis gracilior
  - Dermophis mexicanus
  - Dermophis oaxacae
  - Dermophis occidentalis
  - Dermophis parviceps
- Chi Gegeneophis
  - Gegeneophis carnosus
  - Gegeneophis danieli
  - Gegeneophis fulleri
  - Gegeneophis goaensis
  - Gegeneophis krishni
  - Gegeneophis madhavai
  - Gegeniophis mhadeiensis
  - Gegeneophis nadkarnii
  - Gegeneophis ramaswamii
  - Gegeneophis seshachari
- Chi Geotrypetes
  - Geotrypetes angeli
  - Geotrypetes pseudoangeli
  - Geotrypetes seraphini
- Chi Grandisonia
  - Grandisonia alternans
  - Grandisonia brevis
  - Grandisonia larvata
  - Grandisonia sechellensis
- Chi Gymnopis
  - Gymnopis multiplicata
  - Gymnopis syntrema
- Chi Herpele
  - Herpele multiplicata
  - Herpele squalostoma
- Chi Hypogeophis
  - Hypogeophis rostratus
- Chi Idiocranium
  - Idiocranium russeli
- Chi Indotyphlus
  - Indotyphlus battersbyi
  - Indotyphlus maharashtraensis
- Chi Luetkenotyphlus
  - Luetkenotyphlus brasiliensis

- Chi Microcaecilia
  - Microcaecilia albiceps
  - Microcaecilia dermatophaga
  - Microcaecilia grandis
  - Microcaecilia rabei
  - Microcaecilia supernumeraria
  - Microcaecilia taylori
  - Microcaecilia unicolor
- Chi Mimosiphonops
  - Mimosiphonops reinhardti
  - Mimosiphonops vermiculatus
- Chi Oscaecilia
  - Oscaecilia bassleri
  - Oscaecilia elongata
  - Oscaecilia equatorialis
  - Oscaecilia hypereumeces
  - Oscaecilia koepckeorum
  - Oscaecilia ochrocephala
  - Oscaecilia osae
  - Oscaecilia polyzona
  - Oscaecilia zweifeli
- Chi Parvicaecilia
  - Parvicaecilia nicefori
  - Parvicaecilia pricei
- Chi Praslinia
  - Praslinia cooperi
- Chi Schistometopum
  - Schistometopum gregorii
  - Schistometopum thomense
- Chi Siphonops
  - Siphonops annulatus
  - Siphonops hardyi
  - Siphonops insulanus
  - Siphonops leucoderus
  - Siphonops paulensis
- Chi Sylvacaecilia
  - Sylvacaecilia grandisonae

## Hình ảnh

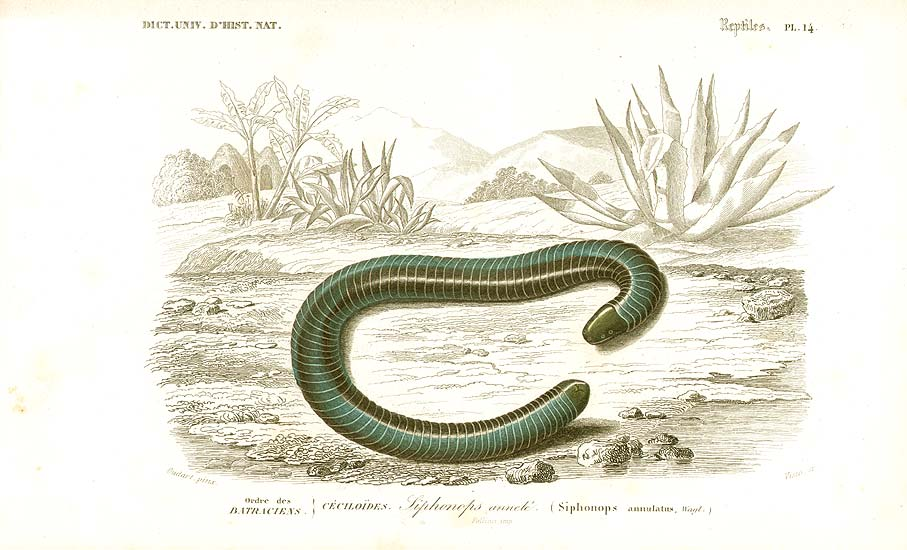
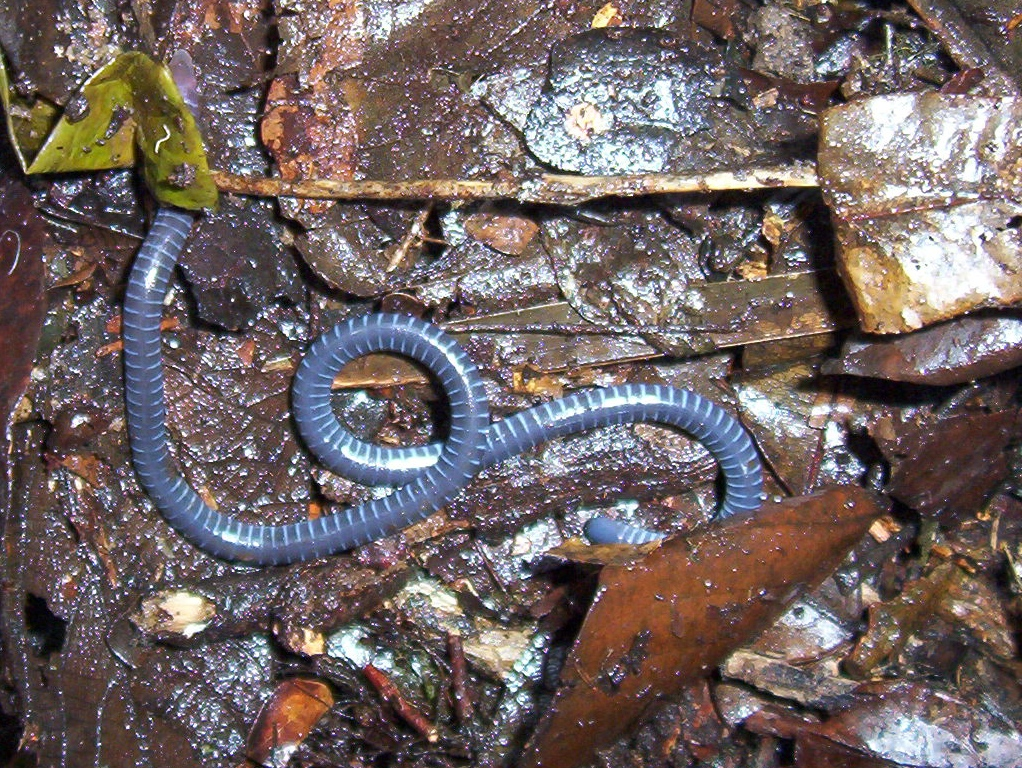
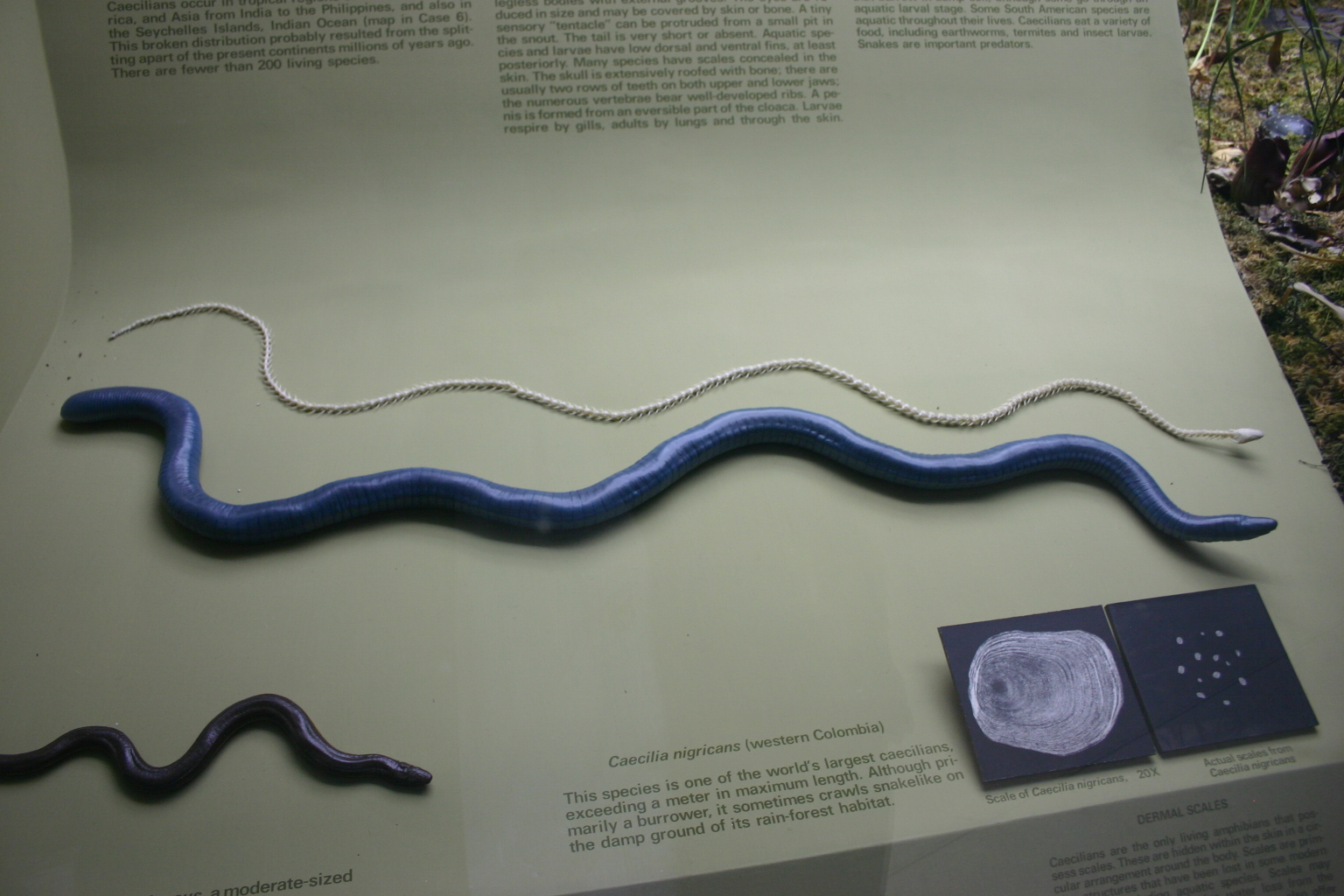
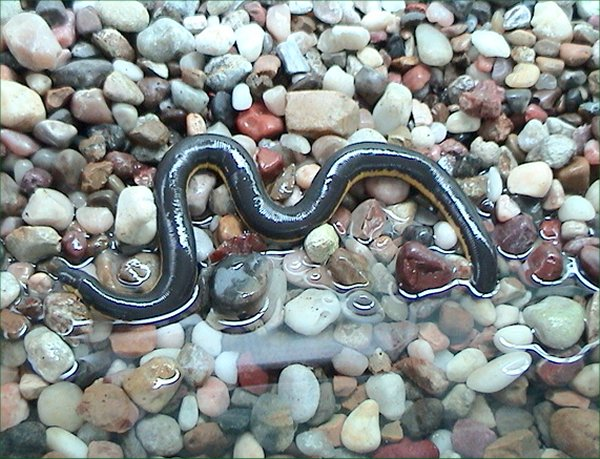